# 북촌동굴
북촌동굴(北村洞窟)은 대한민국 제주특별자치도 제주시 조천읍 북촌리에 있는 동굴이다. 1999년 10월 6일 제주특별자치도의 기념물 제53호로 지정되었다.

## 개요
북촌동굴은 화산의 용암이 흘러내려 만들어진 동굴로 농지개간 중에 발견되었다.
동굴 안에는 용암이 둥근 공처럼 굳은 용암구(鎔岩球), 용암이 바닥에서 돌출되어 올라온 용암석순 등 다양한 생성물이 있다.
북촌동굴은 지질학적 가치가 높고, 향토문화 보존에 필요함이 인정되어 기념물로 지정되었다.

## 참고 자료
- 북촌동굴 - 국가유산청 국가유산포털